# Wolferschwenda
Wolferschwenda is een plaats en voormalige gemeente in de Duitse deelstaat Thüringen, en maakt deel uit van de Kyffhäuserkreis.
Wolferschwenda telt  inwoners.
Op 1 januari 2021 ging Wolferschwenda op in de gemeente Greußen.